# Rolfodon fiedleri
Rolfodon fiedleri è una specie estinta di squalo dal collare che visse durante l'Eocene. Alcuni fossili sono stati trovati in Austria.  Originariamente era descritta come specie appartenente al genere Chlamydoselachus; Cappetta, Morrison & Adnet (2019) lo hanno trasferito al genere clamidoselachide Rolfodon.
La specie P. baumgartneri, a causa della scarsità di reperti, è stata suggerita come sinonimo junior di R. fiedleri rientrando nella normale variazione del genere Rolfodon.